# Harveya alba
Harveya alba är en snyltrotsväxtart som beskrevs av F.N. Hepper. Harveya alba ingår i släktet Harveya och familjen snyltrotsväxter. Inga underarter finns listade i Catalogue of Life.